# Джастін Девенні
Джа́стін Де́венні (англ. Justin Devenny; нар. 11 жовтня 2003) — північноірландський футболіст, півзахисник англійського клубу «Крістал Пелес» і збірної Північної Ірландії.

## Клубна кар'єра

### «Кілмарнок»
2013 року почав займатися футболом в академії «Кілмарнока». 17 вересня 2020 року підписав з клубом свій перший професіональний контракт.
Перед початком сезону 2021–22 на правах оренди відправився в клуб «Брумгілл», за час якої забив три голи у 15 поєдинках. 11 лютого 2022 року до кінця сезону перейшов у клуб шотландської Першої ліги «Ейрдріоніанс». 18 лютого в матчі проти «Монтроза» дебютував за «Ейрдріоніанс». За час оренди провів 10 ігор, допомігши «Ейрдріоніансу» здобути підвищення до Чемпіоншипу через матчі плей-оф.

### «Ейрдріоніанс»
23 червня 2022 року після закінчення оренди на правах вільного агента приєднався до команди на постійній основі.
9 липня 2022 року в матчі Кубка шотландської ліги проти «Ковденбіта» забив свій перший гол за «Ейрдріоніанс». 24 березня 2023 року в матчі проти «Клайда» вперше відзначився м'ячем у Першій лізі.

### «Крістал Пелес»
21 серпня 2023 року перейшов у клуб англійської Прем'єр-ліги «Крістал Пелес», приєднавшись до молодіжної команди (до 21 року). 9 листопада 2024 року дебютував в основному складі за «Крістал Пелес» в матчі Прем'єр-ліги проти «Фулгема», вийшовши в стартовому складі. 23 листопада 2024 року в поєдинку Прем'єр-ліги проти «Астон Вілли» забив свій перший гол за «Крістал Пелес». В своєму дебютному сезоні допоміг команді здобути перший в історії Кубок Англії.
10 серпня 2025 року разом з «Пелес» став володарем Суперкубка Англії, реалізувавши вирішальний удар в серії післяматчевих пенальті в матчі проти «Ліверпуля».

## Кар'єра в збірній
Виступав за збірну Північної Ірландії до 21 року.
В листопаді 2024 року вперше викликаний до збірної Північної Ірландії головним тренером Майклом О'Ніллом для участі в матчах Ліги націй УЄФА проти збірних Білорусі та Люксембургу. 18 листопада в поєдинку з Люксембургом дебютував за збірну Північної Ірландії, вийшовши на заміну Айзеку Прайсу.

## Статистика виступів

### Клубна статистика
Станом на 17 серпня 2025
| Клуб              | Сезон             | Чемпіонат         | Чемпіонат | Чемпіонат | Кубок | Кубок | Кубок ліги | Кубок ліги | Інші  | Інші | Всього | Всього |
| Клуб              | Сезон             | Дивізіон          | Матчі     | Голи      | Матчі | Голи  | Матчі      | Голи       | Матчі | Голи | Матчі  | Голи   |
| ----------------- | ----------------- | ----------------- | --------- | --------- | ----- | ----- | ---------- | ---------- | ----- | ---- | ------ | ------ |
| Кілмарнок         | 2021–22           | Чемпіоншип        | 0         | 0         | 0     | 0     | 0          | 0          | 0     | 0    | 0      | 0      |
| → Брумгілл        | 2021–22           | Лоулендська ліга  | 15        | 3         | 0     | 0     | 0          | 0          | 0     | 0    | 15     | 3      |
| → Ейрдріоніанс    | 2021–22           | Перша ліга        | 9         | 0         | 0     | 0     | 0          | 0          | 0     | 0    | 9      | 0      |
| Ейрдріоніанс      | 2022–23           | Перша ліга        | 33        | 1         | 0     | 0     | 6          | 3          | 6     | 1    | 45     | 5      |
| Крістал Пелес     | 2023–24           | Прем'єр-ліга      | 0         | 0         | 0     | 0     | 0          | 0          | —     | —    | 0      | 0      |
| Крістал Пелес     | 2024–25           | Прем'єр-ліга      | 23        | 1         | 4     | 1     | 1          | 0          | —     | —    | 28     | 2      |
| Крістал Пелес     | 2025–26           | Прем'єр-ліга      | 1         | 0         | 0     | 0     | 0          | 0          | 1     | 0    | 2      | 0      |
| Крістал Пелес     | Всього            | Всього            | 24        | 1         | 4     | 1     | 1          | 0          | 1     | 0    | 30     | 2      |
| Всього за кар'єру | Всього за кар'єру | Всього за кар'єру | 82        | 5         | 3     | 1     | 7          | 3          | 7     | 1    | 99     | 10     |

1. ↑  Матчі в Суперкубку Англії

### Міжнародна статистика
Станом на 10 червня 2025 
| Збірна            | Сезон             | Товариські | Товариські | Офіційні | Офіційні | Всього | Всього |
| Збірна            | Сезон             | Матчі      | Голи       | Матчі    | Голи     | Матчі  | Голи   |
| ----------------- | ----------------- | ---------- | ---------- | -------- | -------- | ------ | ------ |
| Північна Ірландія |                   |            |            |          |          |        |        |
| 2024              | 0                 | 0          | 1          | 0        | 1        | 0      |        |
| 2025              | 4                 | 0          | 0          | 0        | 4        | 0      |        |
| Всього за кар'єру | Всього за кар'єру | 4          | 0          | 1        | 0        | 5      | 0      |

### Матчі за збірну
Станом на 10 червня 2025 
| Матчі Джастіна Девенні за збірну Північної Ірландії | Матчі Джастіна Девенні за збірну Північної Ірландії | Матчі Джастіна Девенні за збірну Північної Ірландії | Матчі Джастіна Девенні за збірну Північної Ірландії | Матчі Джастіна Девенні за збірну Північної Ірландії | Матчі Джастіна Девенні за збірну Північної Ірландії | Матчі Джастіна Девенні за збірну Північної Ірландії | Матчі Джастіна Девенні за збірну Північної Ірландії |
| №                                                   | Дата                                                | Суперник                                            | Рахунок                                             | Голи                                                | Картки                                              | Хвилини                                             | Змагання                                            |
| --------------------------------------------------- | --------------------------------------------------- | --------------------------------------------------- | --------------------------------------------------- | --------------------------------------------------- | --------------------------------------------------- | --------------------------------------------------- | --------------------------------------------------- |
| 1                                                   | 18 листопада 2024                                   | Люксембург                                          | 2–2                                                 |                                                     |                                                     | 1'                                                  | Ліга націй УЄФА 2024–25 (C)                         |
| 2                                                   | 21 березня 2025                                     | Ірландія                                            | 1–1                                                 |                                                     |                                                     | 21'                                                 | Товариський матч                                    |
| 3                                                   | 25 березня 2025                                     | Швеція                                              | 1–5                                                 |                                                     |                                                     | 78'                                                 | Товариський матч                                    |
| 4                                                   | 7 червня 2025                                       | Данія                                               | 1–2                                                 |                                                     |                                                     | 83'                                                 | Товариський матч                                    |
| 5                                                   | 10 червня 2025                                      | Ісландія                                            | 1–0                                                 |                                                     |                                                     | 90'                                                 | Товариський матч                                    |

Всього: 5 матчів / 0 голів; 1 перемога, 2 нічиї, 2 поразки.

## Досягнення
«Крістал Пелес»
- Володар Кубка Англії: 2024–25[28]
- Володар Суперкубка Англії: 2025[29]